# 曹沫
曹沫（？—？），春秋時期魯國人，鲁庄公时力士。有“曹沫劫齐桓公”的典故。有觀點認為，曹沫與曹刿為同一人。

## 生平
當時魯莊公喜愛力士，曹沫便因勇猛有力在魯國任職。後曹沫擔任將軍，與齊國交戰，三戰三敗。魯莊公懼怕齊國，便割讓遂邑求和，但仍以曹沫為將，而齊桓公便決定與魯莊公在柯設壇結盟；當日，齊桓公與魯莊公在壇上進行儀式，曹沫突然手持匕首挾持桓公，齊桓公左右無人敢動，桓公問曹沫：「子將何欲？」曹沫說：「齊彊魯弱，而大國侵魯亦甚矣。今魯城壞即壓齊境，君其圖之。」桓公於是答應還回侵略魯國得到之地，曹沫扔掉匕首走下壇並面向北面，回到群臣之中就座，面色不變，辭令如常。齊桓公非常憤怒，想反口不還，管仲勸說：「不可。夫貪小利以自快，棄信於諸侯，失天下之援，不如與之。」於是齊桓公割還侵魯所得之地，曹沫三戰所失去之地又回到魯莊公手中。

## 評價
太史公曰：「世言荊軻，其稱太子丹之命，「天雨粟，馬生角」也，太過。又言荊軻傷秦王，皆非也。始公孫季功、董生與夏無且游，具知其事，為余道之如是。自曹沫至荊軻五人，此其義或成或不成，然其立意較然，不欺其志，名垂後世，豈妄也哉！」
索隱述贊：「曹沫盟柯，返魯侵地。專諸進炙，定吳篡位。彰弟哭市，報主塗廁。刎頸申冤，操袖行事。暴秦奪魄，懦夫增氣。」

## 延伸阅读
[在维基数据编辑]
 《刺客列傳》，出自司馬遷《史記》